# Хара Такаси
Хара Такаси (яп. 原 敬; 9 февраля 1856, Мориока — 4 ноября 1921, Токио) — японский политический и государственный деятель, премьер-министр Японии в 1918-1921 годах.

## Биография
Родился в самурайской семье в провинции Мориока (ныне префектура Иватэ). В 1871 году отправился учиться в Токио. В 17 лет стал католиком.
Начав репортёром, он вскоре стал редактором газеты. По рекомендации министра иностранных дел Иноуэ Каору был принят на работу в МИД Японии. Последовали несколько лет дипломатической службы Хары в Китае и во Франции. В начале 1890-х годов Хара — личный секретарь, а потом и заместитель министра иностранных дел Муцу Мунэмицу, а также посол в Корее. Затем он оставил государственную службу, вернувшись в журналистику.
В 1900 году вступил в политическую партию «Риккэн Сэйюкай» и становится её генеральным секретарём, а в 1912 году — главой партии. С 22 декабря 1900 по 2 июня 1901 министр связи.
С 1902 года неоднократно избирается в палату представителей Парламента Японии от префектуры Иватэ. В 1906—1908 и в 1911-1914 годах занимал пост министра внутренних дел.
В 1918 году после «рисовых бунтов» по рекомендации маркиза Сайондзи назначается премьер-министром. Таким образом, в Японии фактически впервые к власти пришло «партийное» правительство, которое возглавлял лидер ведущей парламентской партии.
4 ноября 1921 года Хара был убит террористом, недовольным ходом Вашингтонской конференции.